# جائحة فيروس كورونا في الأردن
جائحة فيروس كورونا في الأردن 2020 هي جزء من الجائحة العالمية لمرض فيروس كورونا 2019 (كوفيد-19) الذي ظهر لأول مرة أواخر العام 2019 في الصين وانتشر منها لاحقًا لمعظم دول العالم، اتخذت الحكومة الأردنية اتخاذ عدّة إجراءات استباقية لمنع وصول الوباء إلى أراضيها منذ الإعلان عن انتشاره خارج الصين وتسجيل حالات إصابات ووفيات في دول مختلفة من العالم، وبعد أربعة أشهر تقريبَا من بداية المرض سُجّلت أول حالة إصابة مؤكدة بالفيروس داخل البلاد بتاريخ 2 مارس 2020. أعلن يومها وزير الصحة الأردني سعد جابر في مؤتمر صحفي أن المصاب شاب ثلاثيني أردني ظهرت عليه أعراض المرض بعد 14 يوما من عودته إلى الأردن قادمًا من إيطاليا، وجرى فرض الحجر الصحي عليه وعلى أفراد أسرته لإجراء الفحوصات المخبرية وتبين أنه مصاب بالمرض.
خلال الأيام اللاحقة، لم يسجّل الأردن أي إصابات جديدة حتى تاريخ 15 مارس 2020، في ذلك اليوم سُجّلت إصابات جديدة كان أغلبها لأردنيين عادوا من الخارج قبل أيام من أعلان الحكومة تعليق رحلات الطيران وإغلاق المنافذ البرية والبحرية والجوية. أعلن وزير الصحة الأردني لاحقا أنه سيتم تعطيل المدارس ومنع التجمعات في حال وصل عدد المصابين بالفيروس إلى 20 مصابًا.
في 17 مارس، بلغ عدد الحالات المؤكدة المصابة بالمرض 40 حالة. مما دعا الحكومة الأردنية إلى اتخاذ العديد من التدابير الاحترازية الإضافية، شملت تفعيل قانون الدفاع الصادر سنة 1992 والذي تم بموجبه تعطيل جميع المؤسسات والإدارات الرسمية والقطاع الخاص باستثناء القطاعات الحيوية والقطاع الصحي، ومنع المواطنين من مغادرة المنازل إلا في حالات الضرورة القصوى. كما منعت الحكومة التجمعات لأكثر من 10 أشخاص، ومنعت التنقل بين المحافظات، وتم تعليق العمليات والمراجعات الطبية وزيارة المرضى إلا في حالات وعمليات الطوارئ. وأوقفت طباعة الصحف الورقية، باعتبار انها تساهم في انتقال العدوى، وتم تعليق عمل وسائل النقل الجماعي والمواصلات وإغلاق المولات والمراكز التجارية والسماح فقط بفتح مراكز التموين والصيدليات والمخابز والمواد الغذائية والدواء والماء والوقود والكهرباء. كما اقامت الحكومة الأردنية أيضا معسكرات حجر صحي للقادمين من المعبر الحدودي البري.

## خلفية
في 12 يناير 2020، أكدت منظمة الصحة العالمية عن ظهور فيروس كورونا المستجد كسبب للمرض التنفسي الذي أصاب مجموعة من الأشخاص في مدينة ووهان، مقاطعة خوبي، الصين، إذ أُبلغ عنهم إلى منظمة الصحة العالمية في 31 ديسمبر 2019. كانت نسبة الوفيات بين الحالات المُشخصة بكوفيد-19 أقل بكثير من جائحة فيروس سارس في عام 2003، لكن انتقال العدوى كان أكبر، والوفيات أيضًا.

## الإجراءات الحكومية الوقائية
بدأت أولى الإجراءات الحكومية الوقائية في 23 فبراير عندما أعلنت الحكومة الأردنية عن عزمها فحص جميع المسافرين القادمين من الأراضي الفلسطينية بعد أن تم تسجيل حالات إصابة هناك، وقامت الجهات المختصة في الأردن بتشديد الرقابة والإجراءات الوقائية على جميع المعابر والمنافذ الحدودية وتركيب أجهزة المسح الحراري، في اليوم التالي، منع الأردن مؤقتاً دخول المسافرين من الصين و‌كوريا الجنوبية و‌إيران في ظل تزايد عدد حالات الإصابة في هذه البلدان ولمواكبة ما تطبقه العديد من الدول كإجراءات احترازية لمنع انتشار المرض. أجريت فحوصات إلزامية للصدر والحلق ودرجة الحرارة لجميع القادمين عبر المعابر الحدودية الأردنية والمطارات، وصدرت تعليمات بالحجر الصحي لمدة 14 يوم للحالات المشتبه بها، وذلك في فنادق سياحية كانت الحكومة قد استأجرتها مسبقًا لهذا الغرض في كل من عمان والعقبة والبحر الميت. قررت الحكومة كذلك منع  تصدير الكمامات الطبية أو بيعها للجهات الخارجية لمدة شهرين اعتباراً من تاريخ 20 فبراير بهدف الإبقاء على مخزون استراتيجي آمن في الأردن. كما قرر مجلس الوزراء إعفاء الكمامات ومعقمات الأيدي من ضريبة المبيعات البالغة 16%؛ وذلك بهدف خفض أسعارها لتكون بمتناول الجميع. قامت الحكومة أيضا بزيادة إنتاج الكمامات الواقية عبر تسريع ترخيص مصنعين إضافيين، وتجهيز مستشفى ميداني بالتنسيق مع الخدمات الطبية الملكية. والعمل على تكثيف حملات التوعية للوقاية من المرض وتفادي الإصابة به. أعلنت الحكومة أيضا عن تجهيز  40 سريرا في مستشفى الأمير حمزة في العاصمة إضافة إلى 50 سريرًا في مستشفى ميداني في مدينة الزرقاء، تم رفع عدد الأسرة في قسم العزل في مستشفى البشير إلى 200 سرير وذلك لغايات الحجر الصحي. كما ألغيت حجوزات 10 آلاف معتمر أردني كانوا متجهين لأداء مناسك العمرة.
في 29 فبراير أعلنت الحكومة الأردنية عن منع غير الأردنيين المشتبه بإصابتهم من الدخول إلى الأردن، وفي 14 مارس أعلن رئيس الوزراء الأردني عمر الرزاز أن جميع الرحلات الجوية القادمة والمغادرة إلى الأردن ستتوقف في 17 مارس باستثناء حركة الشحن التجاري. أدى هذا القرار المفاجئ إلى اكتظاظ شديد في المطار وازدحام على المعابر الحدودية وتهافت المواطنين للرجوع إلى البلاد وشهدت العاصمة عمان أزمة سير خانقة أمتدت لساعات، أعفيت البعثات الدبلوماسية والمنظمات الدولية من قيود السفر، شريطة أن تلتزم بتوجيهات وزارة الصحة، وأن تقوم بالإخطار الفوري للسلطات الصحية في حالة وجود أي علامات أو أعراض.طلبت الحكومة الأردنية من المواطنين المقيمين خارج المملكة بالبقاء في تلك الدول، بينما تم السماح للأردنيين في الدول المجاورة والذين يحتاجون بشكل عاجل إلى العودة إلى الوطن بالدخول من خلال المعابر البرية والبحرية فقط.
أما في ما يخص القطاع التعليمي، فقد أصدرت الحكومة قرارا بوقف كافة عمليات المؤسسات التعليمية في المدارس والجامعات ورياض الأطفال ودور الحضانة ابتداءا من صباح 15 مارس ولمدة أسبوعين.وبدأت وزارة التربية والتعليم بالعمل على خطة التعليم عن بعد عبر الموقع الإلكتروني للوزارة، على أن يتم عرض الدروس التعليمية من خلال محطات الإذاعة والتلفزيون.
أصدرت الحكومة الأردنية أيضا قرارا بوقف جميع المناسبات الوطنية، ونصح المواطنون بعدم التجمع في المناسبات الاجتماعية (الأعراس والجنائز). مع التأكيد على التزام المواطنين بالبقاء في منازلهم قدر الإمكان، وعدم المغادرة إلا عند الضرورة. وصدرت فتوى من دار الأفتاء ومجلس الكنائس في الأردن بمنع الصلاة في جميع مساجد المملكة وكنائسها كإجراء وقائي، كما تم إغلاق المواقع السياحية من أجل تنفيذ حملات التطهير في هذه المواقع، وألغيت الفعاليات الغنائية والثقافية، وأغلقت دور السينما ومرافق السباحة والنوادي الرياضية ومراكز الشباب والمقاهي والمطاعم، وأوقفت زيارات المستشفيات والسجون.وألغيت أيضا الأحداث الرياضية في المملكة بما فيها بطولة الملاكمة المؤهلة لدورة الألعاب الأولمبية والتي كان من المقرر عقدها في مدينة ووهان في الصين، ولكنها نقلت إلى الأردن وألغيت بسبب الجائحة.
قامت الحكومة الأردنية أيضا بتشكيل خلية أزمات تعمل على مدار الساعة، لمتابعة التطورات المتعلقة بانتشار الفيروس التاجي في الأردن. كما قامت وفي وقت لاحق بفرض حزمة أخرى من الإجراءات شملت الحجر الصحي الإجباري لكل الأردنيين القادمين إلى المملكة. وخصصت وزارة السياحة والآثار على مدار الساعة خط ساخن مجاني للمستفسرين والشكاوى لمن يخضعون للحجر الصحي.

### الحجر الصحي والعزل
خلال الأسابيع الأولى لانتشار الفيروس التاجي في الأردن، أعلنت السلطات الأردنية أن كل الحالات المشتبه بها سيتم عزلها في فنادق في جميع أنحاء البلاد على نفقة الحكومة. وفي 18 مارس أعلنت وزيرة السياحة والآثار مجد شويكة إن 1,900 شخص عادوا إلى الأردن خلال الأسبوع الماضي وتم حجرهم في فنادق البحر الميت، بينما تم حجر 3,000 شخص في فنادق العاصمة. كما أعلنت عن توفر 11 ألف جناح فندقي شاغر على استعداد لاستقبال المزيد من المواطنين للحجر الصحي إذا دعت الحاجة.حيث تم أتخاذ كافة الإجراءات لتسهيل إقامة المحجور عليهم وضمان سلامتهم وسلامة المواطنين الآخرين بما في ذلك منع الزيارات الخارجية عنهم.

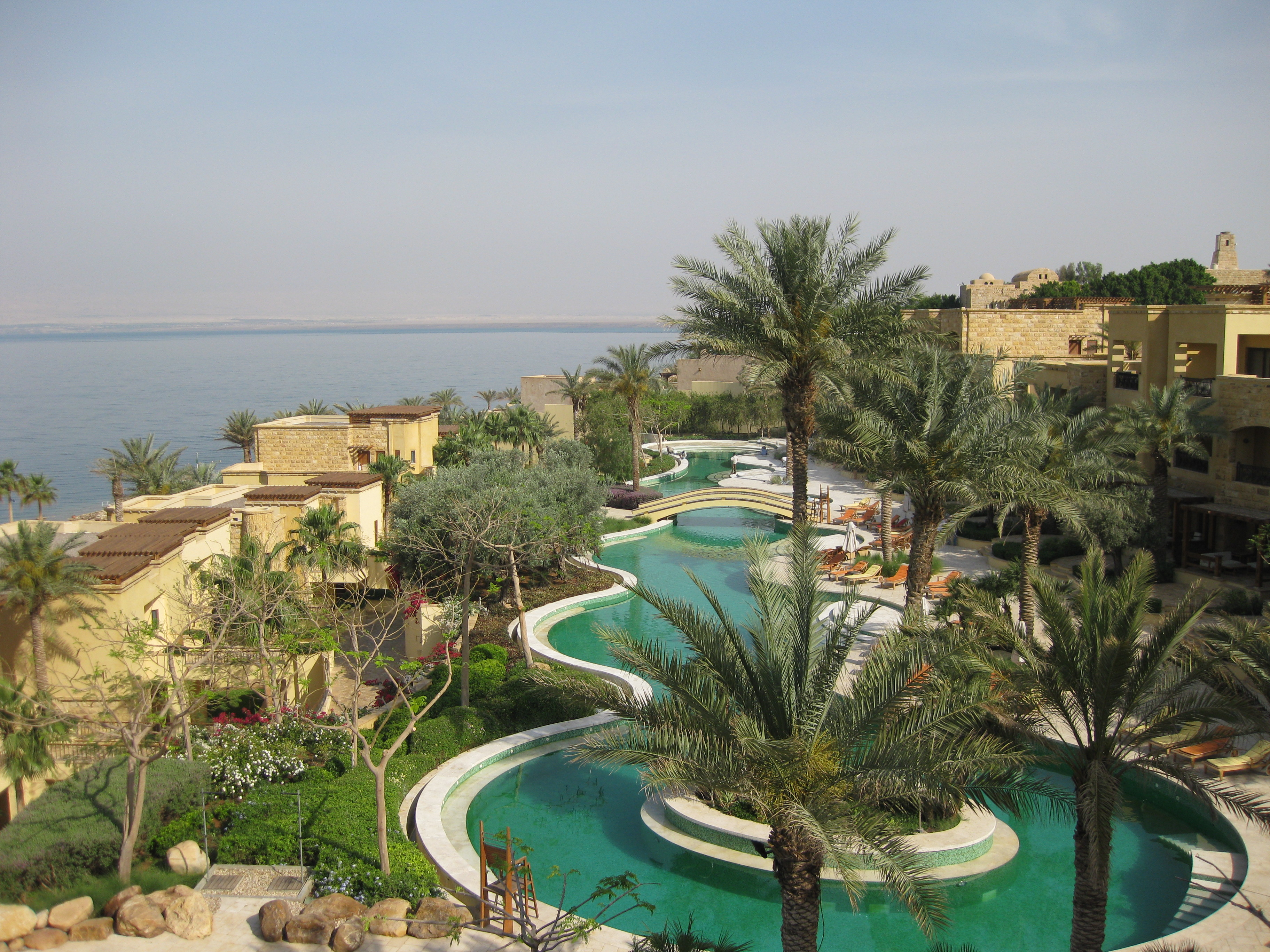
فندق كيمبينسكي في البحر الميت، أحد الفنادق التي استأجرتها الحكومة للحجر الصحي

حتى تاريخ 24 مارس، بلغ عدد الأفراد في الحجر الصحي 5050 شخصًا في الفنادق التي استأجرتها الحكومة.وبلغ إجمالي الفنادق المستأجرة في 24 مارس: 34 فندقا (23 في عمان، 10 في منطقة البحر الميت، 1 في العقبة).

### تعليق رحلات الطيران
أصدرت الملكية الأردنية وهي شركة خطوط الطيران الرسمية في الأردن بيانا أعلنت فيه عن اتخاذ بعض الإجراءات والتدابير لمواجه الإنتشار السريع للمرض، وشملت هذه التدابير أيقاف 6 طائرات عن العمل وتعليق الرحلات إلى كل من إيطاليا وإسبانيا وفرنسا وألمانيا ومصر والكويت والبصرة والنجف والسليمانية في العراق والرحلات إلى هونغ كونغ.
كما قامت الملكية الأردنية بتقليص أعداد الرحلات إلى بانكوك وكوالالمبور وإلغاء جميع حجوزات المجموعات إلى المدينة المنورة وجدة وإلغاء جميع حجوزات الترانزيت إلى الكويت (للرحلات القادمة من مصر ولبنان) وإلى العراق (القادمة من إسبانيا وفرنسا). أعلنت الملكية الأردنية في وقت لاحق إن إجمالي إيرادات الشركة انخفض بشكل «حاد» ووصل إلى مستويات «غير مسبوقة» بسبب توقف كافة الرحلات منذ 17 مارس.

### التجارب الدوائية السريرية
صرحت مصادر حكومية بأنه لا يوجد مانع طبي من استخدام دواء الملاريا الـ (هيدروكسيكلوروكوين) لعلاج فيروس كورونا بعد خلطه بداوء أخر بدءاً من الأحد الموافق 22 مارس. كما أعلنت اللجنة الوطنية للأوبئة عن موافقتها لعلاج فيروس كورونا بواسطة بلازما الدم للحالات الشديدة، وذلك بأخذ مصل الدم من الأشخاص الذين تعافوا من المرض باعتبار أن لديهم أجسام مضادة قد تكون قادرة على احتواء الفيروس  كان الأردن أيضا يتابع باهتمام بالغ نتائج استخدام عقار (ريمديسيفير) لعلاج فيروس كورونا المستجد.والذي أجريت عليه تجارب سريرية في الولايات المتحدة الأميركية، وتبين أنَّه يقلل من وقت الإقامة في المستشفى لمصابي فيروس كورونا من 15 يومًا إلى 11 يومًا ويقلل من نسبة الوفاة من 11.6% إلى 8%.

### إطلاق المنصات الالكترونية
بدأت الحكومة ومن خلال المركز الوطني للأمن وإدارة الأزمات منذ اليوم لأول بالتخطيط لتفعيل التباعد الاجتماعي والتحول للمنصات الرقمية بحيث لا تتعطل حياة المواطنين خلال فترة الحظر أو الحجر الصحي، وتمت الاستعانة بالقطاع الخاص ووزارة الاقتصاد الرقمي لهذا الغرض. تعددت المنصات الرقمية التي أطلقتها الحكومة لتشمل المجالات الصحية والتعليمية وتوصيل المواد الغذائية وطلب تصاريح الخروج والتعليم عن بعد وحتى طلب الأدوية من الصيدليات أو وسائط نقل للحالات الطارئة وغيرها.

## تفعيل قانون الدفاع
في 17 مارس 2020، صدر مرسوم ملكي بالموافقة على قرار مجلس الوزراء تطبيق قانون الدفاع الوطني رقم 13 لسنة 1992 في المملكة اعتباراً من يوم الأربعاء الموافق 18 مارس 2020. ويعطي هذا القانون صلاحيات واسعة لرئيس الوزراء لإتخاذ ما يراه مناسبا في حالة الطوارئ التي من شأنها أن تهدد الأمن القومي أو السلامة العامة.
صدر بموجب هذا القانون عدة أوامر دفاع لغايات مختلفة، فمنها صدر لفرض قيود على حركة المواطنين وحظر التجول (أمر الدفاع رقم 1 و2). أو لتغليظ العقوبات على المخالفين (أمر الدفاع رقم 3). كما أُطلق مشروع «همة وطن» لتوحيد الجهود الوطنية والمؤسسية للقضاء على المرض (أمر الدفاع رقم 4). وأعلن عن تنظيم التعليم المدرسي والجامعي والتدريب المهني عن بعد وآليات تقييم الطلبة خلال فترة الحظر (أمر الدفاع رقم 7). كما اُعلن عن عقوبات بالحبس والغرامة لكل من يخفي الإصابة بالمرض عن السلطات المختصة أو يعرقل عمل فرق التقصي ولا يلتزم بالتعليمات كما ورد في (أمر دفاع رقم 8) وغيره.

## ما بعد فرض الحظر
قامت الحكومة الأردنية باطلاق موقع الكتروني توعوي خاص بفيروس كورونا المستجد، وذلك ضمن توجهاتها الحد من انتشار الفيروس.ويتضمن الموقع أقساما تحتوي معلومات عن فيروس كورونا المستجد وأعراضه، وتعليمات وإرشادات خاصة بالحجر المنزلي، وآلية التبليغ عن الحالات المشتبه بها، وتفاصيل المستشفيات الحكومية التي تجري فحص الكشف عن الإصابة بالمرض، إضافة إلى تحديث لعدد حالات الإصابة بالفيروس في الأردن. بلغ إجمالي عدد فحوص الكشف عن فيروس كورونا المستجد في الأردن حتى تاريخ 30 أبريل 61,608 فحص.
كما أعلن وزير الاقتصاد الرقمي والريادة مثنى غرايبة عن إطلاق منصة تعليمية للدراسة عن بعد (درسك). حيث بدأ 70,000 طالب في استخدام هذه المنصة. وتم تطويرها في أقل من أسبوع للسماح للطلاب بالدراسة عن بعد من المنزل. وافقت شركات الاتصالات على توفير الوصول المجاني إلى المنصة يوميًا من الساعة 6 صباحًا حتى 4 مساءً. كما أعلن وزير التربية والتعليم تيسير النعيمي، عن إطلاق منصة التعلم الإلكتروني ابتداءً من الساعة 7:00 صباحاً حتى الساعة 4 عصراً للصفوف 12. .وجاء إطلاق المنصة استجابة لتوجيهات الملك عبدالله الثاني ومتابعة رئيس الوزراء المستمرة لضمان الحق في التعليم لجميع الطلاب.
أعلنت الحكومة في وقت لاحق عن أوقات محددة للناس للحصول على احتياجاتهم من المواد الغذائية والدوائية في إطار آلية سيتم الإعلان عنها في ذلك الوقت. وأكد الناطق باسم الحكومة أن «كل من يخالف الأوامر التي يصدرها رئيس الوزراء وزير الدفاع يعاقب بالحبس الفوري لمدة لا تزيد على سنة». أما بالنسبة للحالات الطبية الطارئة، فيجب على المواطنين إبلاغ مديرية الأمن العام أو مديرية الدفاع المدني لاتخاذ التدابير اللازمة لحماية صحتهم وسلامتهم وفقا للقواعد. واكدت وزارة الصحة من جديد استعدادها لاختبار أي حالات مشتبه فيها، وحثت المواطنين على الاتصال بالجهات المختصة لجميع الاستفسارات المتعلقة بـ «كورونا».
زار الأمير علي بن الحسين رئيس المركز الوطني للأمن وإدارة الأزمات، وذلك للإطلاع على آخر مستجدات التعامل مع أزمة فيروس كورونا المستجد. واستمع لإيجازٍ من المسؤولين عن الخطط الإستراتيجية وآليات الاستجابة الإعلامية والمتابعة العملياتية والدراسات الاقتصادية والاجتماعية التي قام بها المركز للتعاطي مع أزمة فيروس كورونا المستجد.
وفي 6 إبريل، أطلقت الحكومة الأردنية موقع (www.stayhome.jo) على شبكة الإنترنت للسماح للمواطنين بطلب تصاريح لمغادرة منازلهم لأسباب طارئة والتي من ضمنها: الذهاب إلى البنك لأغراض دفع رواتب العاملين، والذهاب إلى المستشفى، وحالات الوفاة وتصاريح خاصة للقطاع الصناعي وللمزارعين ولمرضى السرطان وحالات الولادة وطلب صرف الأدوية  . أعلن أيمن الصفدي وزير الخارجية عن تفعيل خطة الحكومة لعودة الأردنيين من الخارج، فتم إطلاق منصّة إلكترونيّة لتسجيل الراغبين بالعودة. حيث ستكون الأولوية للطلبة ومن تقطعت بهم السبل من الأردنيين في الخارج  مع تأكيد وزارة التعليم العالي والبحث العلمي مجدّداً أنّ الجامعات الرسميّة الأردنيّة ليس بإمكانها استيعاب أيّ طالب يدرس في الخارج حاليا.
كما قامت مؤسسة الضمان الاجتماعي بإطلاق ثلاثة برامج تكافليةّ لحماية الاقتصاد الوطني والمواطنين ودعم العمالة، وضمان ديمومة القطاع الخاص خلال الظروف الاستثنائية وجائحة كورونا. وتم الإعلان عن الإجراءات التي ستتم في شهر رمضان، مثل تحديد الساعات التي سيسمح خلالها بخروج المواطنين لتأمين حاجاتهم الضروريّة، وأوقات السماح للمحال التجاريّة المصرّح لها بفتح أبوابها. حيث سيكون هناك مجموعة من الإرشادات التي تخصّ العادات الاجتماعيّة والطقوس الرمضانيّة خلال الشهر الفضيل.

### عزل محافظة أربد
كانت أكثر أعداد المصابين بالمرض في الأردن تسجل في محافظة إربد. يرجح السبب إلى قيام عائلة أردنية بإقامة حفل زفاف في إحدى صالات الأفراح المغلقة في المدينة. وقد صرح الدكتور وائل الهياجنة عضو اللجنة الوطنية للأوبئة بأن «عرس أربد» كما سماه المواطنون قد تسبب بـ 98% من إصابات كورونا في المحافظة. مما دعا الحكومة الأردنية بتاريخ 27 مارس 2020 باتخاذ قرار وقائي بعزل محافظة أربد بشكل كامل عن باقي محافظات المملكة، وعزل القرى والمناطق داخل المحافظة نفسها عن بعضها البعض، في محاولة لإحتواء المرض والسيطرة عليه، ومنذ لحظة الأعلان عن عزل المحافظة منع المواطنون من الدخول إليها أو الخروج منها، وأنتشرت قوات الجيش والأمن على جميع مداخل ومخارج المحافظة لتنفيذ القرار، وسمح للمواطنين القاطنين في المحافظة بقضاء حاجياتهم سيرا على الأقدام وبشكل فردي وبدون استخدام أي وسيلة نقل، على أن تستمرّ الحكومة بالتعاون مع القوّات المسلّحة والأجهزة الأمنيّة بإيصال الخدمات الضروريّة للمواطنين في المناطق المعزولة. لم يسجل في إربد أي أصابة بالمرض لمدة 14 يوم على التوالي نتيجة لهذا الإجراء، مما دعا الحكومة الأردنية للقيام بفك الحجر التحفظي على عدد من البنايات في الرمثا وإربد في وقت لاحق.

### إخلاء المحجور عليهم
في صباح يوم الأثنين الموافق 30 مارس 2020، أعلنت الحكومة الأردنية عند خروج أول دفعة من المحجور عليهم في فنادق البحر الميت والعاصمة والبالغ عددهم 600 شخص، بعد أن أمضوا فترة الحجر الصحي (14 يوم) ولم تظهر عليهم أعراض الإصابة بالمرض، وتم نقل المحجور عليهم بسيارات خاصة على نفقة الحكومة إلى منازلهم، على أن يتم مراقبة وضعهم الصحي بعد مغادرتهم الفنادق، وأن يخضعوا لحجر منزلي لمدة 14 يوماً بعد إخلائهم، محذرا المواطنين من زيارتهم في المنازل .

### الدفع الإلكتروني
تم تفعيل عملية التسجيل الإلكتروني بعدما كان ورقيا سابقا، في كافة المحافظ الالكترونية بالتعاون مع البنك المركزي الاردني لتعزيز مبدأ التباعد الاجتماعي بين المواطنين، ولتقليل تبادل النقود بين المشترين والبائعين وأيضا لتقليل حركة المواطنين لاستلام اموالهم سواء من صندوق المعونة الطنية أو لعمال المياومة ضمن حزمة الصناديق التي تم اطلاقها . 

### منصات شركات الكهرباء
أعلنت شركات الكهرباء الأردنية في عمان واربد عن تفعيل تطبيق القراءة الذاتية للعدادات من خلال الهواتف الذكية . حيث يمكن للمشتركين قراءة عداداتهم الكهربائية شهرياً من خلال أخذ صورة للعداد الكهربائي باستخدام الهاتف الذكي . ويمكن أيضاً الاطلاع على سجل الفواتير والفواتير المسددة وغير المسددة، والذمم المترتبة، ومراكز الدفع، بالإضافة إلى تنبيه المشترك بموعد قراءة العداد. 

### عزل محافظة العقبة
أعلنت الحكومة الأردنية بتاريخ 16 إبريل 2020 عن البدء بإجراءات تخفيف الحظر المفروض على المواطنين وحركة النقل في المحافظات التي لم تسجل أي اصابة بالمرض منذ بداية الجائحة. حيث أكدت الحكومة أنها ستقوم بإغلاق محافظات الجنوب بشكل تدريجي، وعزل محافظة العقبة عن باقي المحافطات منعا لوصول المرض إليها. وسيتم نشر فرق متخصصة لتطهير وتعقيم الآليات وإجراء فحوصات للسائقين على المدخليين الرئيسيين للمحافظة، وسيسمح للمواطنين في العقبة بحرية الحركة سيراً على الأقدام، أو استخدام السيارات من العاشرة صباحاً حتى السادسة مساء. وسيسمح أيضا للمنشآت التجارية كافة بالعمل بالعقبة من العاشرة صباحاً حتى السادسة مساء، فيما يسمح لصيادي السمك بالصيد من الخامسة فجرا وحتى الرابعة مساء ولن يسمح بالدخول والخروج من محافظة العقبة إلا بموافقة خطية من المحافظ. على أن يستمر إغلاق الجامعات والمدارس وصالات الأفراح والمطاعم وبيوت العبادة، وبيوت العزاء ودواوين العشائر وأي نشاط يتعلق بالجاهات والعطوات. بلغ إجمالي حصيلة العينات لفحص فيروس كورونا المستجد في العقبة حتى تاريخ 11 مايو 3 آلاف عينة منذ بداية تفشي الفيروس، وجميعها سلبية.

### إرسال طائرة مساعدات إلى الكويت
في 26 أبريل وصلت أول طائرة عسكرية أردنية تحمل طاقم ومعدات طبية إلى الكويت. وتأتي هذه المساعدات ضمن جهود التعاون والتنسيق المشترك بين الدول للقضاء على الجائحة. يذكر أن الملك عبد الله الثاني في مقابله له على شبكة «سي بي أس» الأمريكية قال «أنه يأمل أن تكون المملكة في الأسابيع المقبلة قادرة على تصدير المعدات الطبية للدول المتضررة من الأزمة وأن يتمكن الأردن من إرسال الأطباء والممرضين للدول التي هي بحاجة إلى الدعم الطبي في المنطقة أو حول العالم». فكانت الكويت أول دوله عربية تستقبل مساعدات طبية من الأردن.

### عزل محافظة المفرق والزرقاء

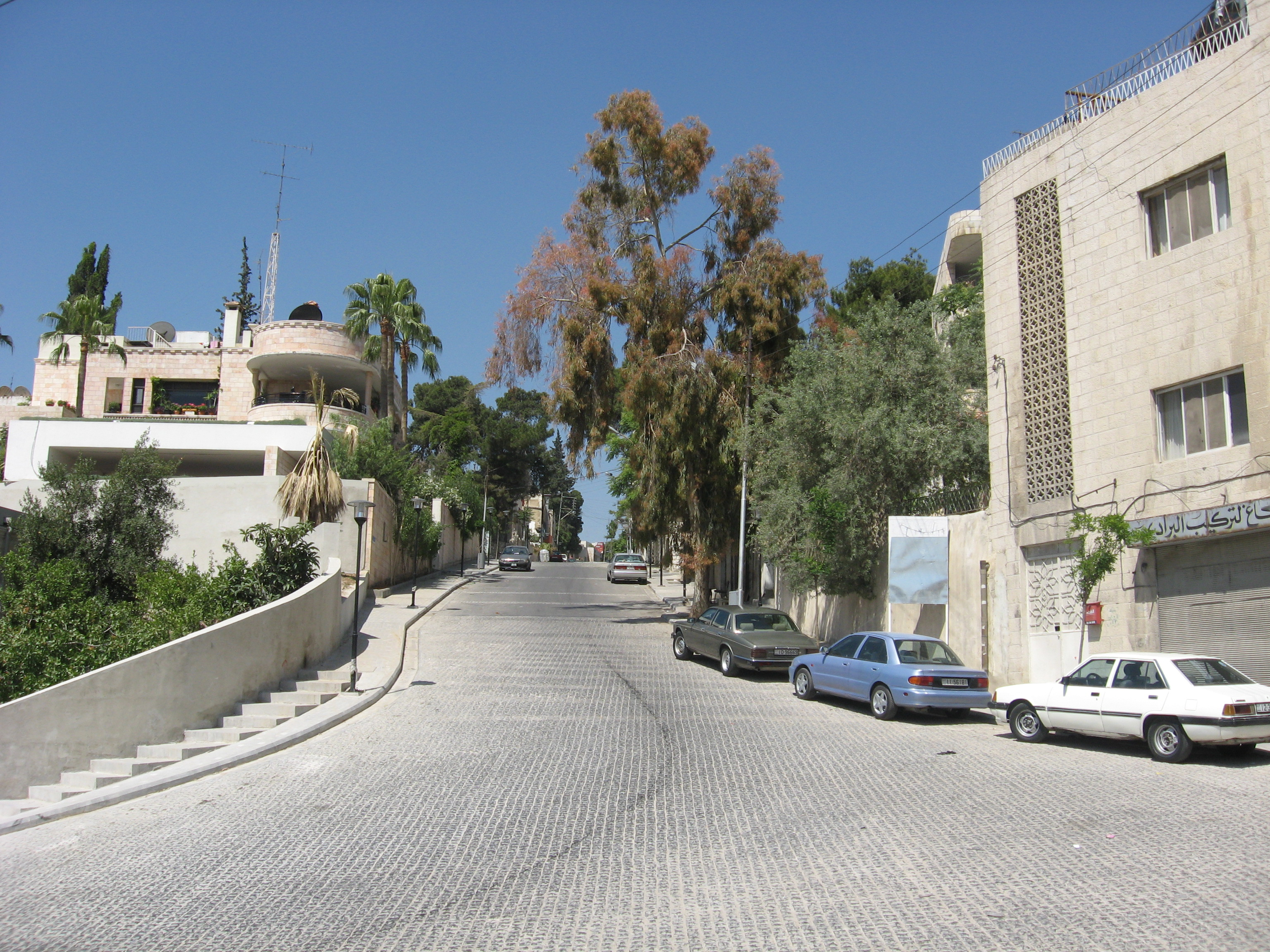
أحد شوارع العاصمة ويبدو خاليا من المارة بعد فرض حظر التجول

في 26 أبريل أتخذت الحكومة الأردنية قرارا بتخفيف إجراءات الحظر عن محافظة المفرق، وعزل المحافظة عن باقي المحافظات. حيث سمح للمواطنين بالتنقل والحركة مشيا على الأقدام أو باستخدام مركباتهم داخل أنحاء المحافظة ما بين الساعة 8 صباحاً وحتى 6 مساءا. وتم تحديد عدد من المداخل الرئيسية على أن يتم استخدام هذه المداخل من قبل الأشخاص المصرح لهم عبر تصاريح تنقل. في 12 مايو قامت الحكومة الأردنية بعزل أجزاء من محافظة الزرقاء بعد ثبوت أصابة 3 مواطنين بالفيروس يقطنون في أحياء متفرقة في المدينة. يذكر أن هذه الإصابات هي الأولى في المحافظة التي بقيت خالية من أي أصابة لمدة تزيد عن شهرين منذ بداية الجائحة. وقد أعلن وزير الصحة أن مصدر هذه الإصابات غير معروف وتم تشكيل فرق تقصي وبائي لتتبع المخالطين.

### فرض حظر التجول
في 22 من مايو أعلنت الحكومة الأردنية عن فرض حظر تجول شامل ولمدة 3 أيام بعد أن شهدت البلاد ارتفاعا في عدد الإصابات بشكل ملحوظ .

## موقف الملك عبد الله الثاني من الأزمة
منذ بدأ جائحة وباء كورونا في الأردن كان الملك عبدالله الثاني متابعا لكافة التفاصيل والاحداث والزيارات والاجتماعات عن بعد مع خلية الازمة التي تمت ادارتها من مركز الازمات، كما قام بزيارات متعددة لمركز الازمات وإلى محافظة اربد التي رافقه بها الأمير الحسين ولي العهد لتوزيع المساعدات على الأسر المتضررة. ترأس الملك عبدالله الثاني اجتماع مجلس السياسات الوطني وحضره وليّ العهد الأمير حسين بن عبد الله الثاني للبحث سُبُل الحدّ من تبعات الأزمة على المؤسّسات الصغيرة والمتوسطة والعاملين فيها، والتنسيق مع القطاع الخاصّ لاتخاذ الإجراءات اللازمة لمواجهة التداعيات الاقتصاديّة. كما قام الملك عبدالله الثاني يرافقه وليّ العهد الحسين بن عبد الله الثاني بزيارتين إلى مستودعات المؤسّسة الاستهلاكيّة المدنيّة وقيادة المستودعات الطبيّة الرئيسيّة التابعة لمديريّة الخدمات الطبيّة الملكيّة. دعا الملك عبدالله الثاني الحكومة للتخطيط لما بعد فترة القضاء على الجائحة ووضع جدول زمني واضح لحماية الاقتصاد الوطني واستدامته، وبذل الجهود للحفاظ على صحة المواطنين وسلامتهم. ووجه الحكومة لتفعيل خطة إعادة الأردنيين العالقين في الخارج بالتنسيق مع المؤسسات المختلفة. كما وجه الحكومة لإيجاد الوسائل الملائمة والكفيلة بتوفير الحماية لعمال المياومة وتلبية احتياجاتهم المعيشية والأساسية.
أشرف الملك شخصيًّا على جهود مكافحة الوباء في البلاد، كما كان أول زعيم عربي يجري فحص كورونا. يُذكر أن الملك عبد الله صادق على تفعيل الحكومة لقانون الدفاع؛ وهي المرة الأولى التي يُفعل بها القانون منذ عام 1992 م العام الذي صدر به. قام الملك عبد الله أيضا بزيارة إلى مديرية الأمن العام وأثنى على جهود أفراد الأجهزة الأمنية ووجه كلمه شكر لهم وأعرب عن اعتزازه بالجهود التي يبذلونها .
قام الملك عبد الله بزيارة إلى صوامع الحبوب في منطقة الغباوي وصوامع الحبوب في إربد للإطمئنان على المخزون الاستراتيجي من الغذاء، وأكد على ضرورة استدامته في المملكة، وشدد على أهمية تأمين المواطنين بالسلع الغذائية والأساسية على المدى القصير والمتوسط خلال فترة حظر التجول وضرورة مراقبة الأسعار. وأكد على ضرورة مواصلة إجراء فحوصات الكشف عن الفيروس، وبما يضمن سلامة المواطنين. تبرع الملك عبدالله الثاني أيضا لحساب وزارة الصحة وقدم دعماً مالياً سخياً لبرنامج العاملين بالمياومة.
كما قام الملك عبدالله الثاني بإلقاء خطاب تلفزيوني مسجل عبر التلفزين الأردني مرتديا الزي العسكري بتاريخ 23 مارس 2020، والذي كان له الأثر الكبير على المواطنين.
ومما قاله في الخطاب "... أطلب منكم بصوت الأب لأبنائه، عدم التنقل والالتزام بالتعليمات الرسمية ... فلنرتقي بمسؤولية حماية الوطن الذي نحب، ولنتفانى في التضحية والعطاء، كما هي الأم، التي نحتفل بعيدها في هذه الأيام ... كان الأردني دائما لأخيه الأردني سندا، وسيظل لوطنه درعا.
وفي 26 مارس شارك الملك عبدالله عبر تقنية الإتصال المرئي في القمة الاستثنائية الافتراضية لقادة دول مجموعة العشرين، التي عقدتها المملكة العربية السعودية برئاسة خادم الحرمين الشريفين الملك سلمان بن عبدالعزيز آل سعود، من أجل تنسيق الجهود العالمية لمكافحة جائحة فيروس كورونا المستجد، والحد من تأثيرها الإنساني والاقتصادي.
أجرى الملك عبد الله اتصالا مع أمير الكويت صباح الصباح وأمير دولة قطر تميم بن حمد آل ثاني والرئيس العراقي برهم صالح والرئيس الفلسطيني محمود عباس وخادم الحرمين الشريفين الملك سلمان بن عبدالعزيز آل سعود من أجل التأكيد على ضرورة التعاون والتنسيق للعمل على مكافحة الوباء.كذلك تلقى الملك اتصالًا من الرئيس المصري عبدالفتاح السيسي، والرئيس التونسي قيس سعيد وولي عهد أبوظبي الشيخ محمد بن زايد آل نهيان في ذات الإطار. أمر الملك بإرسال طائرة أردنية لتونس محملة بدواء للملاريا أجرت عليه المختبرات في الأردن تجارب وأثبت نجاحه في علاج فيروس كورونا. يُذكر أن هذا الدواء الذي تصنعه الأردن بكثرة قدمه الملك هديةً لسبع دول. في 10 نيسان ألقى الملك خطابًا للشعب الأردني قال فيه أن الحياة ستعود لطبيعتها قريبًا في البلاد؛ حيث شهدت الأردن انخفاضًا في تسجيل الإصابات، وقد ختم الملك خطابه بالآية القرآنية «فَاللَّهُ خَيْرٌ حَافِظًا ۖ وَهُوَ أَرْحَمُ الرَّاحِمِينَ».
قدم الملك عبد الله أيضا الشكر لرجل الأعمل الصيني «جاك ما» على الدعم الذي قدمه للقطاع الصحي في الأردن. حيث أشتمل الدعم على 100 ألف شريحة اختبار لكشف فيروس كورونا المستجد، ومجموعة معدات طبية، و30 وحدة من جهاز الضغط الإيجابي المستمر لمجرى الهواء ذي المستوى الثنائي (BiPAP)، و300 ألف كمامة طبية و50 جهازاً لقياس الحرارة عن بعد بالأشعة تحت الحمراء، و10 آلاف بذلة طبية واقية لاستخدام الكوادر الطبية العاملة في أقسام العزل. ما أسهم في تعزيز جهود الأردن لمواجهة الفيروس.
وفي مقابلة أجراها الملك مع برنامج «فايس ذي نايشن» الذي تبثه شبكة «سي بي أس» الأمريكية قال الملك عبدالله الثاني أنه يأمل أن تكون المملكة في الأسابيع المقبلة قادرة على تصدير المعدات الطبية للدول المتضررة من الأزمة وأن يتمكن الأردن من إرسال الأطباء والممرضين للدول التي هي بحاجة إلى الدعم الطبي في المنطقة أو حول العالم.
تفقد الملك عبد الله الثاني يرافقه الأمير الحسين ولي العهد حركة الشحن ونقل البضائع في ميناء الحاويات في العقبة، وأكد على ضرورة إدامة عملية التخليص على البضائع لضمان وصولها لجميع المحافظات بسرعة، وشدد على ضرورة اتخاذ إجراءات الوقاية والسلامة العامة والتزام العمال بها في جميع مرافق الميناء. كما أكد على ضرورة تكثيف الجهود لتطوير منتجات المحلية في قطاعات الأدوية والمستلزمات والمعدات الطبية والتصنيع الغذائي لرفد السوق المحلي والتصدير .

## تخفيف قيود الحظر
بدأت ملامح إنحسار الجائحة تظهر في الأردن والتي انعكست على حياة المواطنين وما تبعها من قرارات حكومية لتخفيف قيود الحظر بعد أكثر من 40 يوم على تطبيقه. حيث بدأت الحياة الطبيعية تعود تدريجيا للعديد من القطاعات. وتأتي تخفيف هذه القيود عندما لم تسجل أي إصابة بالمرض داخل الأردن ليومين على التوالي مع تزايد حالات الشفاء.

### قطاع التعليم
قررت وزارة التربية والتعليم استئناف دوام الموظفين في مديريات التربية والتعليم، وبما لا يتجاوز 30% من الموظفين في مركز المديرية. وتعطى أولوية دوام الموظفين في المديريات لأقسام الامتحانات والاختبارات، وشؤون الموظفين، والتعليم وشؤون الطلبة، وتكنولوجيا التعليم والمعلومات، والديوان، وكل ما تقتضيه طبيعة العمل. مع التقيد بتعليمات التباعد الاجتماعي، وارتداء الكمامات والقفازات، والتأكد من أعمال التعقيم اليومية قبل بدء الدوام اليومي بساعة ونصف، والحد كذلك من عقد الاجتماعات واللقاءات، والاستعاضة عنها بوسائل التواصل الإلكترونية والرقمية وعدم استخدام أجهزة التكييف، والاستعاضة عنها بالتهوية الطبيعية المناسبة، وتحديد موقع محدد لاستقبال المراجعين، ومنع دخولهم إلى المرافق أو المكاتب الداخلية، وعدم الاحتكاك بالمراجعين، والحد من تداول العملات والأوراق النقدية، والاستعاضة عنها بوسائل وقنوات الدفع الإلكتروني.
كما قرر رئيس جامعة اليرموك زيدان كفافي، عودة الدوام بما تقتضيه الحاجة للعاملين في الجامعة .وأشار إلى أن عودة دوام الموظفين بالحد الأدنى، تأتي بهدف إنجاز الأعمال المطلوبة، واتخاذ إجراءات وتجهيزات لازمة لتنفيذ جملة قرارات اتخذها مجلس التعليم العالي مؤخرا فيما يتعلق بامتحانات الطلبة النهائية لطلبة كليات الطب في الجامعات الرسمية، وموعد بدء الفصل الدراسي الصيفي. مؤكدا أنه لن يتم استقبال الطلبة والمراجعين خلال هذه الفترة.

### قطاع الصحة
بدأت العيادات الطبية وعيادات طب الأسنان الخاصة باستقبال المرضى، مع التشديد على تعقيم الأدوات الطبية التي يجري استخدامها، إضافة إلى الالتزام بارتداء الكمامات والقفازات. وأخذ السيرة المرضية لمن يراجع العيادة، على أن تكون الحالات التي يجري التعامل معها هي التي تحتاج إلى تدخل جراحي فقط. كما بدأت المراكز الصحية التابعة للوزارة في استقبال الأطفال لأخذ المطاعيم الصحية. أعلن المركز الوطني للسكري والغدد الصم والوراثة عن استئناف عمله في عيادات السكري فقط.

### عودة الأردنيين من الخارج
أعلنت الحكومة في وقت سابق عن إجراءات وخطط لإعادة الأردنيين في الخارج عبر منصة أطلقتها وزارة الخارجية وشؤون المغتربين لهذه الغاية. وفي 30 من أبريل بلغ عدد الطلبات التي سجلت على المنصة أكثر من 24 ألف طلب من قبل أردنيين يرغبون بالعودة إلى المملكة من 136 دولة. قال مدير خلية إدارة الأزمة العميد الركن مازن الفراية أنه سيتم تنفيذ 16 رحلة على مدى 3 أيام، ستشمل المرحلة الأولى نقل الأردنيين من مصر، تركيا، كندا، الولايات المتحدة، روسيا، الجزائر، بريطانيا، هنغاريا، وألمانيا. تشمل رسوم الحجز على سعرة التذكرة والإقامة في أماكن الحجر لمدة 17 يوم، وبعدها ينقل المواطنين إلى مواقع سكنهم لاستكمال فترة الحجر المنزلي لمدة 14 يوما. وفي 9 مايو أعلنت القوات المسلحة الأردنية عن وصول 2940 مسافرا على متن 16 رحلة ضمن المرحلة الأولى من تنفيذ خطة إخلاء الأردنيين العالقين خارج المملكة.

### الصناعة والتجارة
قرر وزير الصناعة والتجارة والتموين طارق الحموري السماح للمحلات التجارية داخل مراكز التسوق "المولات" بمزاولة أعمالها باستثناء صالات الألعاب ودور السينما والمقاهي والمطاعم، مع التأكيد على تطبيق إجراءات السلامة العامة. كما أنه تقرر السماح لعدد من القطاعات بالمباشرة ببدء عملها مثل قطاع المدققين الماليين، والاستشارات الضريبية والمحاسبية والمديرين الماليين، وصالونات الحلاقة للرجال والسيدات، محال الدراي كلين، وتصليح الساعات والأخذية، ومحالات الاكسسوارات ومستحضرات التجميل". أصدر البنك المركزي تعميماً سمح بموجبه لشركات الصرافة تقديم كافة الخدمات الصيرفية مع الإلتزام كافة الاشتراطات الصحية.

### قطاع الإنشاءات والمشاريع
تم إصدار موافقات استئناف عمل لـ 120 مشروعا إنشائيا و220 لمكاتب هندسية تنفذ مشاريع دراسة وتصميم وإشراف، بعد خضوع الطلبات لتقييم اللجان المختصة وتحقيق شروط وضعتها الوزارة بالتوافق مع نقابتي المهندسين والمقاولين، هيئة المكاتب الهندسية، وجمعية مستثمري قطاع الإسكان، وبموافقة لجنة الصحة والأوبئة، ولجنة استدامة سلاسل العمل والإنتاج والتوريد.

### المحاكم ودور القضاء
بيّن المجلس القضائي أن المحاكم الموجودة في المحافظات التي رُفع عنها الحظر في كل من إقليم الجنوب والشمال ومحافظة مأدبا أعدت خطة لاستئناف أعمالها وإجراءات التقاضي بصورة تراعي متطلبات السلامة العامة.أما بخصوص المحاكم في كل من محافظة العاصمة عمّان والزرقاء والرصيفة والسلط، أوضح المجلس أنها مستمرة وبالحد الأدنى في نظر الطلبات المستعجلة التي لا تحتمل التأخير

### المؤسسات الحكومية
أعلنت وزيرة الدولة لتطوير الأداء المؤسسي والسياسات ياسرة غوشة عن عودة بعض المؤسسات الحكومية للعمل لمساندة القطاع الخاص الذي عاد للعمل جزئيا بنسب تتراوح بين 30% إلى 60%. كما باشر قسم ترخيص السواقين والمركبات في محافظة المفرق باستقبال المراجعين منذ الساعة 10 صباحاً ولغاية الساعة 3 عصراً، لإتمام جميع معاملات الترخيص بدون استثناء.

### السياحة والترفيه
قررت سلطة منطقة العقبة الاقتصادية الخاصة إعادة فتح الشواطئ العامة من الساعة 8 صباحا وحتى الساعة 5 مساء. مع الاشتراط على مرتادي الشواطئ الالتزام بمعايير الصحة والسلامة العامة والتباعد الاجتماعي وحسب الأوامر الصادر عن وزارة الصحة. كما سمح أيضا للمطاعم والمنشآت ومحال الحلويات في جميع المحافظات بتقديم خدمات التوصيل للمواطنين .

### النقل والمواصلات
بدأ السماح للمواطنين باستخدام مركباتهم الخاصة للتنقل داخل المحافظات واصدار تعلميات بمنع تنقل أكثر من شخصين في المركبة الواحدة. وطبقت مديرية الأمن العام نظام الفردي والزوجي حيث بدأ السماح للمواطنين باستخدام المركبات التي تحمل رقم اللوحة الفردي، على أن يسمح بالمسير في اليوم التالي للمركبات ذات الرقم الزوجي، ويستمر العمل على هذا النحو لحين صدور تعليمات جديدة. وينطبق هذا النظام على الدراجات النارية والسكوتر والمركبات الأجنبية التي تحمل لوحات إدخال مؤقت" ويسري هذا القرار على كافة وسائل النقل العامة (التاكسي، السرفيس، حافلات النقل الكبيرة والمتوسطة والتطبيقات الذكية) أما بالنسبة لحافلات النقل المتوسطة والكبيرة، فمنع أن تزيد حمولتها عن 50% من العدد الكلي للحمولة الإجمالية، مع إلزام سائقي وسائط النقل بارتداء أدوات السلامة العامة (الكمامة والقفازات) واستخدام المعقمات داخلها وتنظيف المركبات والحافلات وتعقيمها باستمرار.
كما أعلنت أمانة عمّان الكبرى عن إعادة تشغيل مسارات «باص عمّان» بنسبة 30% حيث ستبدأ ساعات عمل الباص من الساعة 9 صباحاً بما يتوافق مع ساعات الحظر ويسمح للناس بشراء وإعادة شحن بطاقات الركوب من نقاط البيع الموجودة ومراكز التوزيع.

### تعديل إجراءات الحظر في المحافظات
أعلن وزير الدولة لشؤون الإعلام أمجد العضايلة، عن تعديل إجراءات الحظر في 3 محافظات هي مأدبا، وجرش، وعجلون حيث أنه سيسمح للمواطنين في هذه المحافظات بالخروج سيراً على الأقدام، أو باستخدام مركباتهم بغضّ النظر عن أرقامها، ما بين الساعة الثامنة صباحاً، وحتّى السادسة مساءً، وتطبّق فيها الإجراءات نفسها التي تمّ تطبيقها في المحافظات السابقة، التي شهدت تعديل إجراءات الحظر.

### خروج المحجور عليهم
في 22 أبريل أعلن عن خروج أخر دفعة من الحجر الصحي في فنادق العقبة والبالغ عددهم 7 أشخاص. يذكر أنه تم الحجر على 260 شخص في العقبة منذ بداية الجائحة.

### انخفاض مستوى الخطورة
في 6 يونيو أعلنت الحكومة الأردنية عن أنخفاض مستوى خطورة انتشار الجائحة إلى مستوى «معتدل الخطورة» مما أدى إلى فتح غالبية القطاعات الاقتصادية والخدمية والأنشطة والمرافق. وبحسب بيان صادر عن الحكومة الأردنية، فإن الأردن دخل هذه المرحلة بعدما أشارت بيانات وزارة الصحة إلى انخفاض كبير في عدد حالات الإصابة المحلية خلال 14 يوم إلى أقل من 10 حالات يومياً، بالإضافة إلى أن نسبة الحالات المكتشفة إلى عدد الفحوصات أقل من 5.0 %.
وتم بناءا على هذه المعطيات فتح غالبية القطاعات والأنشطة والمرافق والتي من أبرزها: المساجد والكنائس، الحضانات، المطاعم والمقاهي، الأندية والفعاليات الرياضية (بدون جمهور)، قطاع الفندقة والضيافة والمواقع السياحية لغايات السياحة المحلية، بالإضافة إلى السماح بالطيران الداخلي. كما تم تخفيف ساعات الحظر لتصبح الحركة من الساعة السادسة صباحا وحتى الثانية عشرة ليلا يوميا للمواطنين، مع السماح بعمل المنشآت من الساعة السادسة صباحا حتى الحادية عشرة ليلا يوميا.

## أثر الجائحة على الاقتصاد الأردني
توقع تقرير للبنك الدولي أن يبلغ الدين العام في الأردن مستوى يزيد عن 107% من الناتج المحلي الإجمالي المقدر للعام الحالي؛ بسبب تأثيرات أزمة جائحة كورونا. وتوقع التقرير أيضا أن يستمر نمو الدين كنسبة من الناتج المحلي الإجمالي وصولا إلى 108.5% خلال العام المقبل. أدت الجائحة أيضا إلى ارتفاع الرقم القياسي لأسعار المستهلك (التضخم) خلال الثلث الأول من العام الحالي بنسبة 1.55% مقارنة مع ذات الفترة من 2019. تراجع حجم المبيعات في قطاع الألبسة بـ 70 % مقارنة بالفترة ذاتها من العام الماضي؛ بسبب أزمة فيروس كورونا المستجد. كما وصلت خسائر القطاع العقاري إلى 200 مليون دينار بسبب الإغلاقات التي طالت المؤسسات الحكومية. وبلغت قيمة تراجع إيرادات دائرة الأراضي والمساحة ما يقارب 40 مليون دينارمنذ بداية الجائحة. اقترضت الحكومة الأردنية أيضا ما يقارب 1.2 مليار دولار لتلبية احتياجاتها التمويلية بسبب تأثير أزمة فيروس كورونا على الاقتصاد الأردني والمالية العامة. بلغت أيضا خسائر الأكاديميات والمراكز الرياضية حوالي 40 مليون دينار بسبب توقف النشاط الرياضي. كما انخفض الدخل السياحي بنسبة 10.7% خلال الربع الأول من العام الحالي مقارنة بالفترة ذاتها من العام الماضي. وتراجع الإقبال في قطاع الذهب محليا خلال أزمة فيروس كورونا بنسبة 90%. كما أعلنت وزارة العمل عن أن 4652 عامل وعاملة فقدوا وظائفهم خلال الجائحة.
أظهرت معطيات احصائية تراجع عدد شهادات المنشأ التي أصدرتها غرفة تجارة عمان خلال الثلث الأول من العام الحالي إلى 7041 شهادة مقابل 8521 شهادة خلال الفترة نفسها من العام الماضي 2019. مما أدى إلى تراجع قيمة الصادرات إلى نحو 235 مليون دينار مقابل 342 مليون دينار للفترة نفسها من العام الماضي. توقع وزير المالية محمد العسعس انكماش اقتصاد الأردن بنسبة 3.4% حيث انخفضت الإيرادات المحليّة بقيمة 602 مليون دينار واصفا جائحة فيروس كورونا بأنها أكبر تهديد لاقتصادات العالم منذ أزمة الكساد الكبير عام 1929. وصرح وزير المالية أيضا بأن مرحلة الإغلاق التام التي شهدها الأردن كلفت الاقتصاد المحلي 100 مليون دينار (141,045,500 مليون دولار) عن كل يوم لا عمل فيه. أظهرت بيانات صندوق استثمار أموال الضمان عن ارتفاع في حجم أقتراض الحكومة من الصندوق لتصل إلى 6,377 مليار دينار، وبنسبة 59.4% من إجمالي موجودات الصندوق الاستثماري التي تبلغ 11 مليار دينار.
قدم الإتحاد الأوروبي 200 مليون يورو مساعدات إضافية للأردن للمساعدة في معالجة أزمة فيروس كورونا، والتخفيف من الأثر الاجتماعي والاقتصادي للوباء. كما قدمت اليابان دعما ماليا بقيمة 2.2 مليون دولار أميركي لدعم أعمال منظمة الأمم المتحدة للطفولة (يونيسف) في الأردن؛ حفاظا على صحة الأطفال وتعلّمهم وحمايتهم في ظل انتشار جائحة كورونا. قدمت أيضا الوكالة الدولية للطاقة الذرية دعما لوزارة الصحة الأردنية عن طريق تزويدها بأجهزة تشخيص مبكر لفيروس كورونا. كما تلقى الأردن دعما ماليا من صندوق النقد العربي بقيمة 38 مليون دولار لتنفيذ الإصلاحات الاقتصادية والمالية والهيكلية التي تضررت بسبب الجائحة. حصل الأردن أيضا على 396 مليون دولار كتمويل فوري من صندوق النقد الدولي لتلبية الاحتياجات لميزان المدفوعات الناشئة عن جائحة فيروس كورونا المستجد.

## عودة منحنى الخطورة للإرتفاع
شهدت البلاد أرتفاعا غير مسبوق في أعداد المصابين والوفيات بعد عدة أشهر من استقرار منحنى الوباء . أعلن رئيس الوزراء السابق عمر الرزاز أن الأردن بدأ فعليا يواجه الموجة الثانية من فيروس كورونا. فيما حذر مسؤولون في الأردن من انهيار القطاع الصحي لعدم قدرته على استيعاب الأعداد الهائلة من المصابين . بينما حذر عضو لجنة الأوبئة في البلاد من أحتمال أن يدخل الأردن في أزمة وبائية ويسجل 8 آلاف إصابة يوميا.
بلغ عدد الإصابات الجديدة المؤكدة حتى تاريخ 1 نوفيمبر : 75,866 إصابة مرتفعا من 1133 إصابة سجلت منذ بدأ الجائحة وحتى تاريخ 1 يوليو . بينما بلغ عدد الوفيات حتى تاريخ 1 نوفيمبر : 866 وفاة مرتفعا من 9 وفيات سجلت حتى تاريخ 1 يوليو. حيث سجل الأردن أعلى نسبة وفيات بين المصابين بفيروس كورونا المستجد مقارنة بعدد السكان على مستوى العالم العربي. وكانت الحكومة قد أعلنت عن وجود 28 ألف مصاب يخضعون للعزل المنزلي
أعلن رئيس الوزراء الأردني بشر الخصاونة عن فرض حظر شامل ولمدة أربعة أيام من الإبقاء على الحظر الجزئي من أجل مواجهه الإنتشار السريع للفيروس وارتفاع أعداد المصابين والوفيات. كما أعلنت وزارة الخارجية الأردنية عن التوقف عن استقبال المراجعين في مبناها بعد تسجيل 16 إصابة بفيروس كورونا المستجد في صفوف موظفيها. أعلنت أيضا نقابة الممرضين عن إصابة 817 ممرض بفيروس كورونا في مستشفيات خاصة وحكومية منذ بداية الجائحة. كما وصلت نسبة الإشغال لقسم مرضى فيروس كورونا في مستشفى جرش الحكومي إلى 100%، وذلك بسبب ارتفاع عدد الإصابات في محافظة جرش وقيام المستشفى باستقبال حالات من خارج المحافظة. أدى الإرتفاع السريع لأعداد المصابين في الأردن إلى أغلاق عدد من الوزارات والمؤسسات الحكومية ومنها وزارة الإدارة المحلية ووزارة التعليم العالي وديوان الخدمة المدنية ودائرة الإفتاء العام ووزارة السياحة والآثار ووزارة الأشغال العامة ووزارة المياه والري ووزارة النقل وتوقفها عن استقبال المراجعين.
أعلن أيضا عن إصابة عدد من المسؤوليين في الأردن بالفيروس منهم مدير عام الخدمات الطبية الملكية عادل الوهادنة  ووزيرة السياحة السابقة مجد شويكة  ووزير الأوقاف محمد الخلايلة  ومدير عمليات خلية أزمة كورونا مازن الفراية 

## الإصابات
بلغ عدد الإصابات حتى تاريخ فبراير 2022 بحسب الموقع الرسمي لوزراة الصحة الأردنية 1,243,090 إصابة، توفي منهم 13,235.